# Kvantno računalo
Kvantno računalo je bilo kakav uređaj za računanje koji izravno koristi različite kvantnomehaničke fenomene, kao što su superpozicija i povezanost (spregnutost), kako bi obavile operacije nad podacima. U klasičnom (ili konvencionalnom) računalu, količina podataka je mjerena bitovima; u kvantnom su računalu podatci mjereni qubitovima (od engl. quantum bit). Osnovno načelo kvantnoga računanja jest to da se kvantna svojstva čestica mogu koristiti za predstavljanje i strukturiranje podataka, i da kvantni mehanizmi mogu biti iskorišteni za izvođenje operacija nad ovim podacima.
Iako je kvantno računarstvo još uvijek u relativno mladoj dobi, eksperimenti su izvedeni u kojima su kvantne računske operacije izvedene na vrlo malom broju qubita. Istraživanja i u teoretskim i u praktičnim područjima nastavljaju frenetičnim tempom, i vlade mnogih država te napose agencije za financiranje vojnih tehnologija potpomažu istraživanje kvantnoga računalstva kako bi se kvantna računala razvila za civilne svrhe, kao i za one koje se tiču pitanja od nacionalne sigurnosti, kao što je kriptoanaliza.
Naširoko se vjeruje da ako kvantna računala velikih razmjera mogu biti izgrađena, da će biti u mogućnosti riješiti određene probleme eksponencijalno brže od klasičnih računala. Kvantna su računala različita od ostalih računala kao što su DNK računala i tradicionalna računala zasnovana na tranzistorima, iako su ulimativno i svi tranzistori zasnovani na kvantnomehaničkim efektima (npr. osiromašena područja). Neke računarske arhitekture kao što su optička računala koje mogu koristiti klasičnu superpoziciju elektromagnetskih valova, ali bez specifičnih kvantnomehaničkih resursa kao što je povezanost, ne dijele potencijal za računskim ubrzavanjima kvantnih računala.